# Eddie Theobald
Eddie Theobald (28 settembre 1940 – 26 marzo 2010) è stato un calciatore maltese, di ruolo attaccante.

## Carriera

### Nazionale
Ha collezionato diciotto presenze con la propria Nazionale.

## Palmarès

### Individuale
- Calciatore maltese dell'anno: 2

1966-1967, 1970-1971